# 糖棕

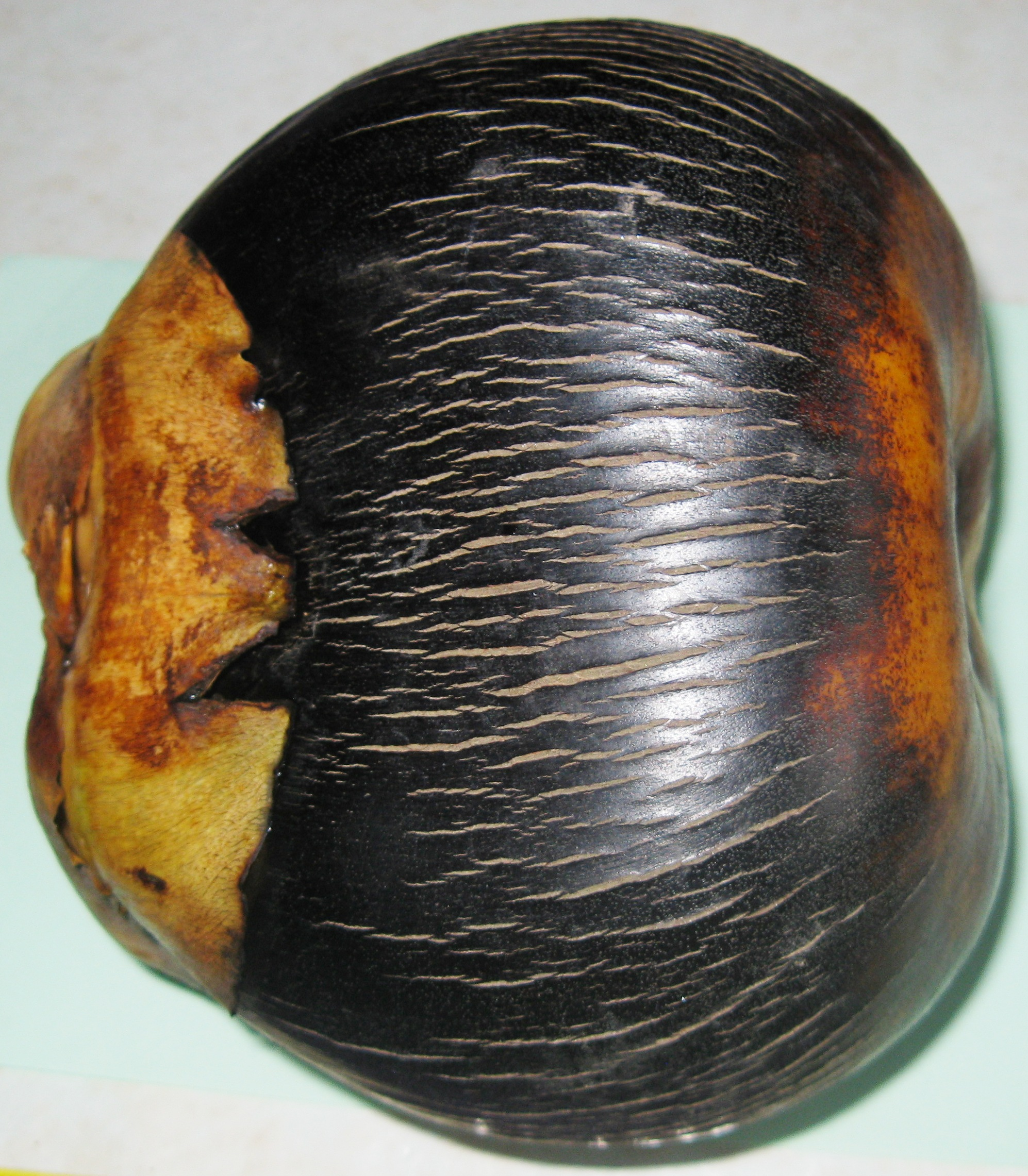
棕榈果

糖棕又名扇椰子（学名：Borassus flabellifer）为棕榈科糖棕属下的一个种。

## 生態
糖棕(扇椰子)原產於印度次大陸及東南亞地區，包括印度、斯里蘭卡、柬埔寨、寮國、越南、緬甸、泰國、馬來西亞和印尼等地。由於各地引進栽種，目前全球熱帶及亞熱帶地區都可見到。
在印度和柬埔寨，糖棕可說是最重要的樹種之一，它是印度泰米爾省的省樹，也是柬埔寨的國樹。在古代真臘王國、吳哥王朝時，糖棕是國家疆土的地標樹，版圖領土到哪裡，糖棕就種到哪裡。在當時文明、經濟、宗教達於巔峰時，其領土範圍更深入現今泰國、越南一帶，所以在中南半島泰越一帶，仍常會看到糖棕。
1898年引進台灣，台北植物園與恆春熱帶植物園有栽種。

## 形態
糖棕是高大且長壽的常綠喬木，高可達30米，幹徑最粗處可達1米，可以活過百歲。早上接的糖液，是清涼的甜飲；到了黃昏，經過發酵，就變成酒精飲料。
葉: 樹冠由40～70個大型掌狀裂葉組成，葉面徑約100公分，葉柄粗大。每個扇形葉由50～60小葉組成，小葉寬4.2～9.5公分，先端尖，老葉深裂30～100公分。葉柄連鞘長150～180公分。糖棕樹從幼苗到成年樹一般需要長達12-15年的時間，之後才能夠開花和產糖。 
花:  雌雄異株，雌花序穗狀，雄花序為分叉狀的葇荑花序，外觀似皮鞭。無論是雌株或雄株，趁花序著幼嫩富含糖液時，經截取、熬煮，就成了「棕糖」。
果:  核果球形，徑18~20 cm。成熟時外表黑褐色，圓形，先端略扁平，萼宿存，外果皮革質，中果皮黃色多汁。黃色的果肉可以生吃，也可製成多樣料理。

## 用途
糖棕的扇形的大葉，可用來蓋屋頂、織蓆子、編籃子、做扇子和傘，還可以作為紙張的代用品。它的葉柄堅硬，且邊緣有刺，很適合作圍籬。葉柄內的纖維像鐵絲一般，適合做繩索和刷子。樹幹材質堅硬、質重且耐久，是很好的建材，尤其耐海水浸泡，所以很適用於碼頭的打樁工程。
早期，東南亞國家人們所用的糖，不一定是用蔗糖，而常用糖棕所產出的糖。他們常在自家附近種植一些糖棕樹，作為食用糖的來源。每株糖棕每年可長出幾十個碩大的飽含糖汁的肉穗花序，當糖棕長出花序時，採糖的人就爬上樹，在花序的尖端掛一個竹筒或小水桶，用刀把花序劃開成一道切口，花序中的糖汁就順著刀口流出來並滴進竹筒或小桶裡。所流出的糖汁，可濃缩熬煮成糖供使用，或發酵製酒、醋。
幼嫩花序經截取、熬煮，就成了「棕糖」，也是遊客拜訪吳哥窟時必帶的伴手禮。
種子半熟時，種仁中心是甜汁，外圍胚乳是囊狀、半透明如荔枝般的「果肉」，是熱帶地區令人垂涎的美食；種子發芽時的棕苗，是高纖、高營養、高價值的大型芽菜。
佛经中的「貝多羅樹」或「多羅樹」指貝葉棕或糖棕，也可能指孟加拉貝葉棕。
在紙張發明之前，東南亞人民就用貝葉來記錄民族的文化，如：印度泰米爾省所有的古老文獻、印尼的“lontar”就是刻寫在扇椰子上的貝葉文抄。貝葉文抄對於東亞、南亞就如同中國的簡冊。
各地製作貝葉的方法不盡相同，但大同小異，以“lontar”的製作過程為例，方法如下：

1.選取成熟度適當，且大小、形狀、質地合宜的葉片。

2.用加薑黃粉的鹽水煮過以防腐。

3.晾乾後，用浮石磨光葉面，壓平。

4.裁切成所需的大小，一個小葉可做成四頁（從中肋切開，一葉分為二張，每張二面）。

5.於頁面上燙孔（一個至三個）。

6.在燙好孔洞的貝葉上，用鐵筆刻寫文字。刻劃的方向是由左向右、由上而下，每刻完一面之後，上下翻面再刻，然後在第二面的一端邊上刻上頁碼。

7.用炭灰和天然油（如香茅油）塗抹於頁面上，一則使字更清晰明顯，二則防蟲、防腐。

8.貝葉上色、晾乾之後，便可裝訂成冊了。為了美觀和保護，貝葉文抄的封面和底面，通常另用優質木料的護板，甚至彩繪塗漆和鑲貝殼片於其上。封面和底面中部，同樣也要打好洞，然後用一根細繩串穿在一起，便成了一部貝葉文抄。
貝葉文抄是天然植材，歷經三、五百年，一定會脆化、發霉、腐朽，這時，就必須以人工依著原來的貝葉文抄重刻。貝葉的尺寸，也有大、中、小之分，而同一部典籍的尺寸通常會是一致的。
貝葉經是流傳於中國西雙版納傣族以及東南亞、南亞諸國常見的佛經裝訂模式，但貝葉經所使用的樹葉有三種不同的樹，糖棕是其中一種樹種，它們共同的特徵是：都是常綠高大喬木、都具有扇形大葉。

## 扩展阅读
- 維基物種上的相關：糖棕